# 隱身人

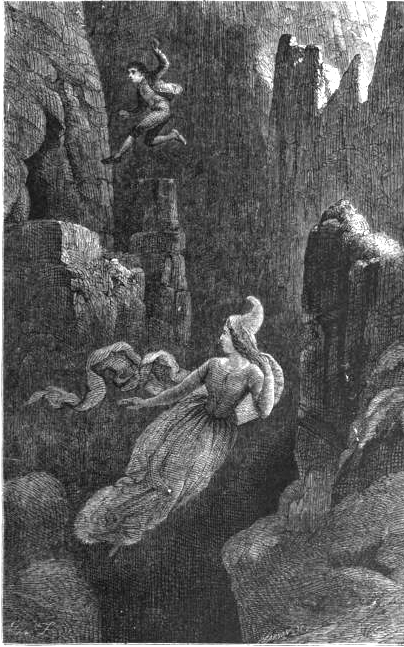
隱身人

隱身人（Huldufólk）是冰島和法羅群島民間傳說中的精靈。他們的外表和行為與人類相似，但可以隨意現身。根據康拉德·毛勒（Konrad Maurer）引用19世紀的冰島資料，據說普通人和隱身人之間唯一可見的區別是，後者的鼻子下方有一個凸起的，而不是凹陷的人中。

## 事件
2013年，雷克雅維克一條正在修建的公路被迫暫停，因為公路將通過一個巨石，抗議者認為建設會「打擾亂居住在岩石中的精靈」。調查顯示，超過一半的冰島人相信精靈—隱身人，或者至少願意考慮接受精靈存在的可能性。